# Nacional Montevideo
Der Club Nacional de Football, kurz Nacional (Spitznamen: Bolsos, Tricolores, Albos, Bolsilludos) und im deutschen Sprachraum bekannt als Nacional Montevideo, ist ein Fußballverein aus Montevideo, Uruguay. Die Klubfarben sind Rot-Blau-Weiß. Gemeinsam mit dem Lokalrivalen Peñarol dominierte „El Decano“ bisher die uruguayische Meisterschaft.

## Geschichte

### Gründungsphase

Vereinsflagge

Der Club Nacional de Football wurde am 14. Mai 1899 gegründet. An jenem Tag versammelten sich die Mitglieder, Spieler und das jeweilige Führungspersonal des im Barrio Unión ansässigen Uruguay Athletic Club und des Montevideo Football Club im Haus von Dr. Ernesto Caprario neben dem Sitz des heutigen Teatro Verdi und beschlossen die Fusion der beiden Vereine. Somit entstand auch gleichzeitig der erste kreolische Verein Lateinamerikas. Bei der Festlegung der Vereinsfarben wurde Bezug auf die blau-weiß-rote Artigas-Flagge genommen.
Das erste Spiel des neugegründeten Vereins war ein am 18. Juni 1899 ausgetragenes Freundschaftsspiel gegen Internacional in Punta Carretas. Auf dem dortigen Spielfeld trug man auch in der Folgezeit die Wettkämpfe aus, bis man nach Gründung der Uruguay Association Football League im Folgejahr ein Nutzungsrecht im Gran Parque Central eingeräumt bekam. 1901 wurde Nacional dann seitens der Liga aufgenommen und nahm erstmals an der Meisterschaft teil, nachdem der Verein eine Einladung erhalten hatte, in der argentinischen Liga zu spielen. Direkt in der ersten Saison gelang Nacional der Gewinn der uruguayischen Vize-Meisterschaft hinter dem Central Uruguay Railway Cricket Club. Zu jener Zeit traten auch die Brüder Amílcar, Bolívar und Carlos Céspedes dem Klub bei. Während die Spieler anfangs rote Hemden mit blauen Krägen, Armbündchen und Tasche trugen, wechselte man im März 1902 der ausbleichenden roten Farbe der Sporthemden wegen zu weißen Trikots mit einer Brusttasche, die ein Wappen mit der Tricolore trug. 1902 und 1903 gewann man die ersten beiden Uruguayischen Meisterschaften und blieb in beiden Spielzeiten ungeschlagen.
Nachdem 1904 infolge des Bürgerkrieges keine Meisterschaft stattfand, gelang Nacional im darauffolgenden Jahr der Gewinn eines ersten internationalen Titels, als man in der Copa de Honor Cousenier am 10. September 1905 den argentinischen Klub Alumni bezwang. In jenem Jahr ereignete sich aber innerhalb des Vereins auch eine Tragödie, als die beiden Brüder Carlos und Bolívar Céspedes den Pocken erlagen. In den Folgejahren blieb der Erfolg infolge dieses Verlustes zunächst aus.

### Die 1910er und 1920er Jahre

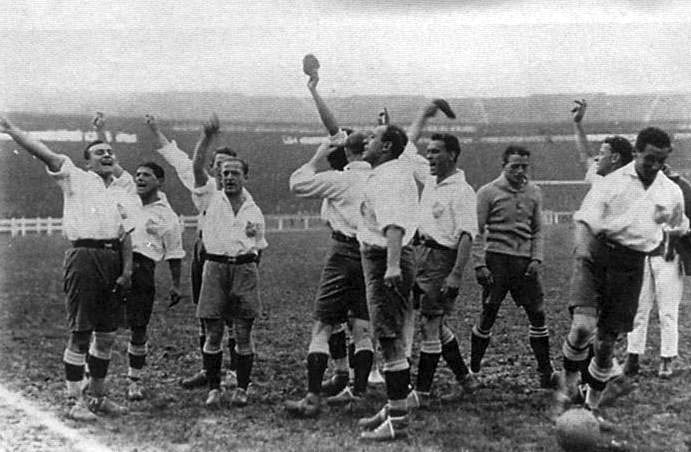
Die Mannschaft Nacionals während der großen Europa-Tournee im Pariser Stadion

Erst 1912 gelang es, einen weiteren, den dritten Meistertitel zu erringen. Es folgte in der Amtszeit des 1911 die Leitung des Vereins übernehmenden Vereinspräsidenten José María Delgado eine erfolgreiche Zeit mit zahlreichen gewonnenen Meisterschaftsehren auf nationaler und internationaler Ebene, in der mit Abdón Porte ein Spieler die Mannschaft als Kapitän führte, der sich später am Ende seiner Karriere 1918 nachts im Mittelkreis des Heim-Stadions selbst tötete und ebenso wie die Brüder Céspedes zu einer der Symbolfiguren des Vereines werden sollte. Als im Jahr 1924 der elfte Meistertitel gewonnen wurde, fiel dieser in eine Phase des uruguayischen Fußballs, die von Unstimmigkeiten geprägt war. Zu jener Zeit hatte sich die Organisationsstruktur des uruguayischen Fußballs Ende 1922 in zwei Verbände aufgeteilt, da sich die FUF von der AUF abspaltete und eine eigene Meisterschaft parallel ausspielte. Zu den bedeutendsten Spielern der „Bolsos“ in jener Zeit gehörte ab 1917 mit Héctor Scarone der weltweit wohl beste Spieler der ersten Jahrhunderthälfte. Als 1925 infolge der Verbandsstreitigkeiten keine Meisterschaft ausgespielt wurde, absolvierte Nacional im südamerikanischen Winterhalbjahr von März bis August jenes Jahres eine 153 Tage währende Europa-Tournee, die die Mannschaft in 23 europäische Städte in Frankreich, Italien, Spanien, Niederlande, Österreich, Tschechoslowakei, Belgien, Schweiz und Portugal führte. Dort trat sie in 38 Spielen gegen diverse Mannschaften an und gewann dabei 26, verlor lediglich fünf und beendete sieben Partien mit einem Unentschieden. Die Torbilanz fiel dabei mit 130:30 ebenfalls deutlich zu Gunsten Nacionals aus. Nach dem Laudo Serrato genannten Schiedsspruch des seinerzeitigen uruguayischen Präsidenten José Serrato wurde die Aufspaltung der Verbände beendet. Nacional spielte fortan wieder in der Primera División Uruguays, musste dort aber bis 1933 warten, ehe man wieder einen Meisterschaftsgewinn am Saisonende bejubeln konnte. Bereits im Jahr 1927 wurde, beginnend im Januar, eine weitere große Tournee seitens des Vereins durchgeführt, die dieses Mal in die USA und die Antillen führte. Die Delegation des Vereins wurde angeführt vom Präsidenten José María Delgado. Trainer war seinerzeit Emilio Servetti Mitre. Für die ersten zehn Begegnungen der Tournee soll der Verein eine Summe von 40.000 Pesos erhalten haben. Insgesamt spielte man bei dieser Tournee 22 Partien in den USA, Mexiko und Kuba. Die sportliche Bilanz fiel mit 16 Siegen, einer Niederlage und zwei Unentschieden bei 78:24 Toren wiederum beeindruckend aus. Drei weitere Spiele wurden nicht beendet. Nachdem 1932 der Profi-Fußball in Uruguay Platz griff, gelang es Nacional – wie bereits angedeutet – im Folgejahr abermals zu Meisterschaftsehren zu gelangen und den Dauerrivalen Peñarol wieder hinter sich zu lassen. Dies war die Zeit der La Máquina Blanca genannten Mannschaft.

### Quinquenio de Oro
Unter der Regie des Trainers Héctor Castro begann Ende der 1930er Jahre ein weiteres äußerst erfolgreiches Kapitel der Vereinsgeschichte, das sogenannte Quinquenio de Oro, die fünf goldenen Jahre. Von 1939 bis 1943 gelang es Nacional dabei, die Meisterschaft in Serie zu gewinnen. Nacional-Stürmer Atilio García wurde in jener Zeit sogar siebenmal hintereinander (1938–1944) Torschützenkönig der Primera División.

### Die 1950er Jahre bis zur Gegenwart
Fünf nationale Meistertitel in den 1950er Jahren, drei in den 1960ern, vier in den 1970ern sammelte Nacional in den folgenden Jahrzehnten. 1971 gewann man dann auch den ersten interkontinentalen Titel in der Vereinsgeschichte, als man nach dem Gewinn der Copa Libertadores 1971 auch den Weltpokal in jenem Jahr nach Montevideo holte. 1980 und 1988 wiederholte man diese Doppel-Siege in den beiden Wettbewerben jeweils. Nationale Meisterschaften wurden dagegen in den 1980er und 1990er Jahren nicht mehr in der Regelmäßigkeit der zurückliegenden Jahre gewonnen. Dennoch stehen auch in dieser Hinsicht jeweils zwei Titel in diesen beiden Jahrzehnten zu Buche. Im 21. Jahrhundert nahm Nacional bislang erneut eine dominierende Stellung im uruguayischen Fußball ein und gewann bereits acht Meisterschaften. Den letzten Titel sicherten sich die Bolsos dabei in der abgelaufenen Saison 2011/12 unter Trainer Marcelo Gallardo, der anschließend den Verein verließ. Am 23. Juni 2012 wurde sodann die Verpflichtung des bisherigen Defensor-Coachs Gustavo Díaz als neuer Trainer Nacionals bekannt. Die Spielzeit 2012/13 schloss man unter Rodolfo Arruabarrena, der Díaz und das diesem nachfolgende Trainer-Interimsgespann im Laufe der Clausura abgelöst hatte, als Tabellendritter mit der Qualifikation für die Copa Libertadores 2014 ab. Arruabarrena trat am 15. Dezember 2013 nach einer 1:2-Heimniederlage gegen Fénix und dem damit verbundenen dritten Tabellenplatz nach Abschluss der Apertura 2013 von seinem Posten zurück. Tags darauf wurde bekannt gegeben, dass Gerardo Pelusso in seiner zweiten Amtszeit die vakante Trainerstelle bei Nacional übernehmen wird. Bereits am 28. April 2014 endete diese zweite Phase Pelussos bei Nacional. Nach einer 0:5-Niederlage im Clásico gegen den Rivalen Peñarol bot er seinen Rücktritt an, den die Vereinsverantwortlichen akzeptierten. Álvaro Gutiérrez, der Trainer der Mannschaft in der Tercera División, übernahm interimsweise die Cheftrainerrolle der Profimannschaft bis zum Ende der Clausura 2014. Er führte die Mannschaft zu einem erneuten 3. Tabellenplatz nach Abschluss der Clausura. In der Jahresgesamttabelle der Saison 2013/14 belegte man somit den 2. Platz hinter den Montevideo Wanderers. Dem Meistertitel 2014/15 folgte in der Spielzeit 2015/16 ein 2. Platz in der Jahresgesamttabelle.

## Allgemeines

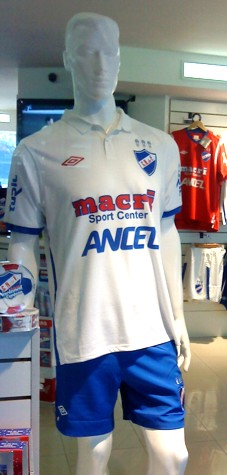
Trikots des Jahres 2011

### Stadion
Heimstadion von Nacional ist das im montevideanischen Barrio La Blanqueada gelegene Estadio Gran Parque Central (etwa 26.500 Plätze). Für bedeutende Spiele wird das Estadio Centenario (65.000 Plätze) genutzt.

### Spitznamen
Die als Bolsos bezeichnete Mannschaft Nacionals ist auch unter den Spitznamen Tricolores, Bolsilludos, Albos, Decanos, Parquenses bekannt.

### Trikots
Nacional ist einer der wenigen Vereine der Welt, der seit 1902 und somit fast seit der Vereinsgründung die farblich gleichen Trikots verwendet. Trikotsponsor ist mindestens seit der Saison 2009/10 die Sportartikelgeschäft-Kette Macri Sport Center sowie das uruguayische Telekommunikationsunternehmen ANTEL.

### Fans
Nacional verfügt ebenso wie der nationale Hauptkonkurrent Peñarol über ein enormes Fanpotential innerhalb Uruguays. Bezogen auf die Zahl der Anhänger liegen die beiden Vereine mit deutlichem Abstand vor allen anderen Vereinen des Landes. Mit knapp 40.000 Mitgliedern (Stand: Mai 2011) rangiert Nacional in der Statistik der Mitgliederzahl der Fußball-Vereine Uruguays derzeit (Stand: 22. März 2012) an zweiter Stelle, da Peñarol nach einem rasanten zahlenmäßigen Anstieg im März 2012 mit 54.438 Mitgliedern den diesbezüglichen Höchststand in der Vereinshistorie vermeldete und die Bolsos in dieser Hinsicht überflügelte, nachdem man rund drei Jahre zuvor im August 2009 lediglich 12.594 Vereinsmitglieder aufweisen konnte. Im April 2013 präsentierten die Anhänger Nacionals die weltweit bislang größte Fan-Flagge in einem Stadion. Sie hat eine Länge von 600 Metern und eine Breite von 50 Metern und deckt somit drei der vier Tribünen des Estadio Centenario ab. Die 53.000 Euro teure Fahne wurde erstmals vor der Achtelfinal-Partie der Copa Libertadores gegen den mexikanischen Verein Toluca von den Fans zur Schau gestellt.

## Erfolge

### Nationale Erfolge
Von 1900 bis 1930 war die Meisterschaft Uruguays offiziell eine Amateurmeisterschaft. 1931 wurde die uruguayische Profiliga gegründet. Bis auf wenige Ausnahmen haben bisher nur Nacional und der Erzrivale Peñarol Montevideo die Meisterschaft gewonnen.
- Uruguayischer Meister (49): 1902, 1903, 1912, 1915, 1916, 1917, 1919, 1920, 1922, 1923, 1924, 1933, 1934, 1939, 1940, 1941, 1942, 1943, 1946, 1947, 1950, 1952, 1955, 1956, 1957, 1963, 1966, 1969, 1970, 1971, 1972, 1977, 1980, 1983, 1992, 1998, 2000, 2001, 2002, 2005, 2005/06, 2008/09, 2010/11, 2011/12, 2014/15, 2016, 2019, 2020, 2022
- Supercopa Uruguaya: 2019, 2021

### Internationale Erfolge
- Weltpokal: 1971, 1980, 1988
- Copa Libertadores: 1971, 1980, 1988
- Recopa Sudamericana: 1989

### Reserveteam und Junioren
Quelle: 

#### Tercera (U-23)
- Uruguayischer Meister (25): 1936, 1941, 1942, 1943, 1949, 1953, 1954, 1956, 1961, 1963, 1964, 1966, 1967, 1968, 1969, 1970, 1971, 1983, 1991, 1992, 1994, 2003, 2005, 2012/13, 2013/14[16]

#### Cuarta (U-19) – seit 1941
- Uruguayischer Meister (28): 1941, 1942, 1945, 1946, 1950, 1954, 1955, 1956, 1957, 1958, 1959, 1960, 1961, 1962, 1964, 1968, 1969, 1971, 1974, 1982, 1984, 1990, 1991, 1992, 1996, 2001, 2009, 2010

#### Quinta (U-17) – seit 1954
- Uruguayischer Meister (21): 1956, 1957, 1958, 1959, 1960, 1965, 1967, 1970, 1976, 1977, 1978, 1980, 1982, 1986, 2000, 2002, 2003, 2004, 2005, 2007, 2010

#### Sexta (U-15) – seit 1975
- Uruguayischer Meister (6): 1985, 1987, 1996, 1999, 2002, 2012

#### Séptima (U-14) – seit 1986
- Uruguayischer Meister (7): 1987, 1995, 1998, 2001, 2003, 2008, 2012

## Trainer
- Emilio Servetti Mitre (während der USA-Tournee 1927)[3]
- Ondino Viera (1930–1933, 1955–1960)
- Fernando Riera (1966)
- Alfio Basile (1982)
- Saúl Rivero (1990)
- Juan Carlos „Cacho“ Blanco (1990–1991, 2013)[17]
- Martín Lasarte (2005–2006, 2016–2017)
- Gerardo Pelusso (2007–2009), (2013–2014)
- Eduardo Mario Acevedo (2009–2010)
- Juan Ramón Carrasco (2010)[18]
- Marcelo Gallardo (2012)
- Gustavo Díaz (2012–2013)[19]
- Gustavo Bueno (2013)[17]
- Rodolfo Arruabarrena (2013)[20][21]
- Álvaro Gutiérrez (2014–2015), (2019), (2023-)
- Gustavo Munúa (2015–2016), (2020)
- Alexander Medina (2018)
- Eduardo Domínguez (2019)
- Jorge Giordano (2020–2021)
- Alejandro Cappuccio (2021)
- Martín Ligüera (2021)
- Pablo Repetto (2022)
- Ricardo Zielinski (2023)

## Bekannte Spieler
| - Bolívar Céspedes - Carlos Céspedes - Andrés Mazzali - Alfredo Zibechi - Pascual Somma - Ángel Romano - José Leandro Andrade - José Nasazzi - Héctor Scarone - Pedro Petrone - Héctor Castro - José Pedro Cea - Santos Urdinarán - Abdón Porte - Emilio Recoba - Domingos da Guia - Aníbal Paz | - Atilio García - Aníbal Ciocca - Bibiano Zapirain - Roberto Porta - Eugenio Galvalissi - Walter Gómez - Schubert Gambetta - Julio Pérez - Eusebio Ramón Tejera - Rodolfo Pini - José Santamaría - Ciengramos Rodríguez - Héctor Núñez - Guillermo Escalada - Roberto Manicera - Emilio Walter Álvarez - José Sanfilippo | - Luis Artime - Víctor Espárrago - Peta Ubiña - Manga - Juan José Mugica - Julio César Morales - Luis Cubilla - Julio Montero Castillo - Rodolfo Rodríguez - Waldemar Victorino - Hugo De León - Santiago Ostolaza - Jorge Seré - Julio César Dely Valdés - Daniel Fonseca - Rubén Sosa - Rubén Héctor Sosa | - Gustavo Méndez - Nelson Abeijón - Álvaro Recoba - Mario Regueiro - Gianni Guigou - Gustavo Munúa - Sebastián Abreu - Richard Morales - Alexander Medina - Gustavo Varela - Sebastián Viera - Vicente Sánchez - Luis Suárez - Alfredo Foglino - Fabián O’Neill - Rinaldo Martino |

## Präsidenten
| Präsident               | Zeitraum  |
| ----------------------- | --------- |
| Sebastián Puppo         | 1899      |
| Jorge A. Ballestero     | 1900      |
| Bernardino Daglio       | 1901      |
| Carlos Carve Urioste    | 1902      |
| Domingo Prat            | 1903–1904 |
| Luis Laventure          | 1905      |
| José María Reyes Lerena | 1906–1907 |
| Domingo Prat            | 1908      |
| Francisco Del Campo     | 1909      |
| Domingo Prat            | 1910      |
| José María Delgado      | 1911–1921 |
| Rodolfo Bermúdez        | 1922–1923 |
| Numa Pesquera           | 1923–1925 |
| Ramón Pedro Díaz        | 1926      |
| Óscar Bottini           | 1927      |

| Präsident                 | Zeitraum  |
| ------------------------- | --------- |
| Melitón Romero            | 1928      |
| José María Delgado        | 1929–1932 |
| Rodolfo Bermúdez          | 1933      |
| Atilio Narancio           | 1934–1935 |
| José María Reyes Lerena   | 1936      |
| Aníbal Zapicán Falco      | 1937      |
| Raúl Blengio Salvo        | 1938      |
| Atilio Narancio           | 1939      |
| Rodolfo Gorriti           | 1940–1945 |
| Roberto Espil             | 1946–1949 |
| Gregorio Baldizán         | 1950–1951 |
| Santiago De Brum Carbajal | 1952–1953 |
| Manuel González           | 1953–1954 |
| José Añón                 | 1955–1961 |
| Eduardo Pons Echeverry    | 1962–1967 |

| Präsident              | Zeitraum  |
| ---------------------- | --------- |
| Miguel Restuccia       | 1968–1979 |
| Justo Alonso Leguísamo | 1979      |
| Dante Iocco            | 1980–1983 |
| Rodolfo Sienra         | 1983–1986 |
| Mario Garbarino        | 1986–1988 |
| Roberto Recalt         | 1989–1992 |
| Ceferino Rodríguez     | 1992–1997 |
| Dante Iocco            | 1997–2000 |
| Eduardo Ache           | 2000–2006 |
| Víctor Della Valle     | 2006      |
| Ricardo Alarcón        | 2006–2012 |
| Eduardo Ache           | 2013–2015 |
| José Luis Rodríguez    | 2016–2018 |
| José Decurnex          | 2019–2021 |
| José Fuentes           | 2022–     |

Quelle: